# Йодна тинктура
Йодната тинктура представлява 2 – 7% разтвор на йод (често съпроводен с примес от натриев и/или калиев йодид) в 70% етанолен разтвор. Тинктурата има силно антисептично действие. Използва се в медицината основно за дезинфекция на кожата преди хирургични интервенции (инжекции, операции). За антисептична обработка на рани и лигавици се използват по-ниски концентрации: 0,5%, 1%, 2%, 5% и 7%. Използва се за дезинфекциране ръцете на хирурга преди операция (особено на ноктите и междупръстните пространства).
При бедствия може да се използва за обеззаразяването на водата от неконтролирани водоизточници, в доза 2 – 10 капки/литър.